# Anthicus flavipes
Anthicus flavipes là một loài bọ cánh cứng trong họ Anthicidae. Loài này được Panzer miêu tả khoa học năm 1797.

## Hình ảnh

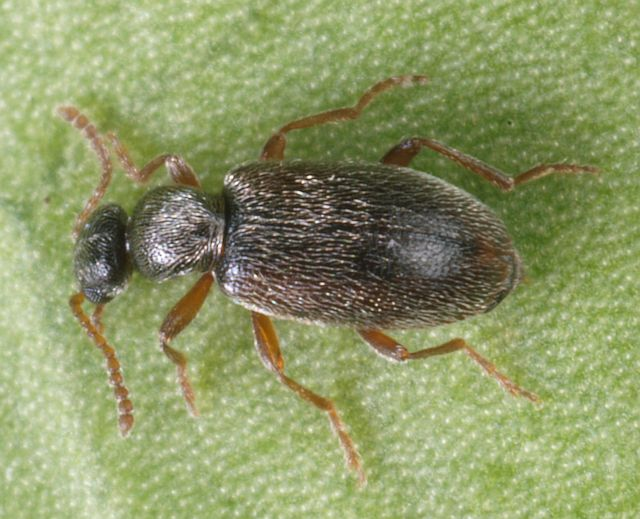